# Tratalias
Tratalias település Olaszországban, Szardínia régióban, Carbonia-Iglesias megyében. Lakosainak száma 1020 fő (2023. január 1.). Tratalias Giba, Perdaxius, Piscinas, San Giovanni Suergiu, Villaperuccio és Carbonia községekkel határos.

## Népesség
A település lakossága az elmúlt években az alábbi módon változott:
| Lakosok száma | 1084 | 1080 | 1020 |
|               | 2017 | 2018 | 2023 |